# Talon (chaussure)
Pour les articles homonymes, voir Talon.

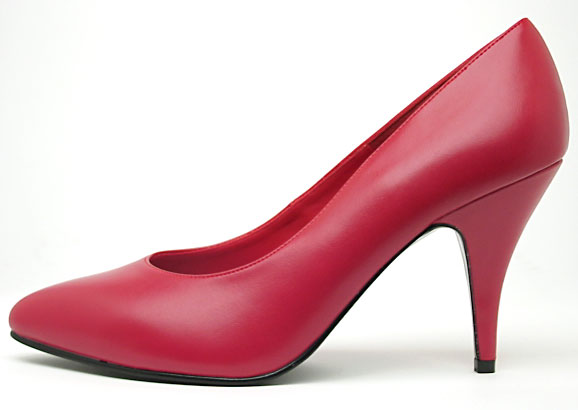
Chaussure féminine à talon haut.

Le talon est la partie rigide à l'arrière d'une chaussure se posant sur le sol et sur laquelle repose l'arrière du pied. Les talons sont en général utilisés pour améliorer la taille du corps ou comme objet décoratif. Ils peuvent également être de différentes formes et de différentes hauteurs, pour hommes et pour femmes.

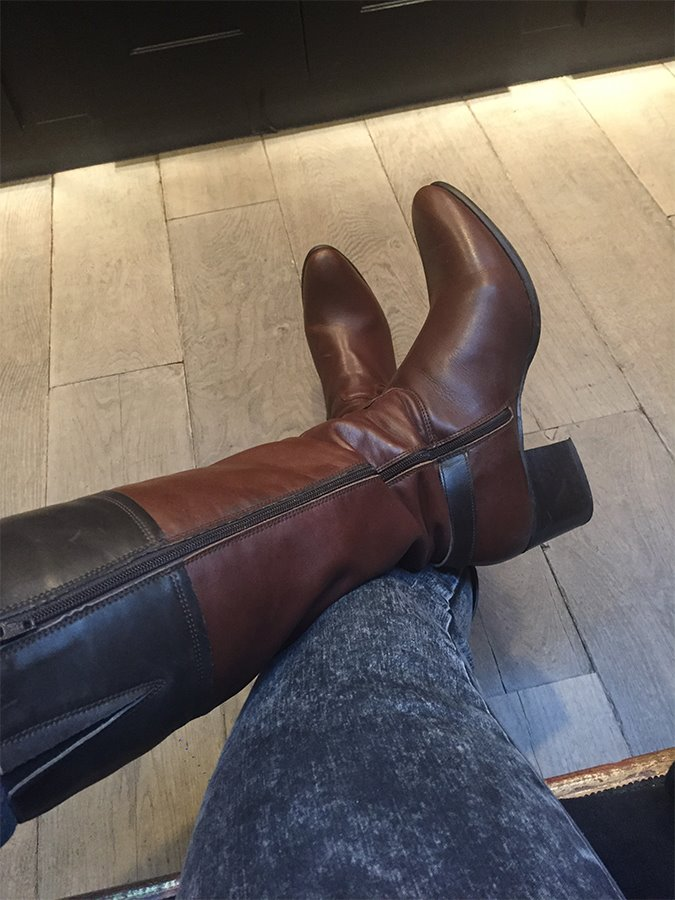
Bottes montantes à talon haut carré (2015).

## Historique

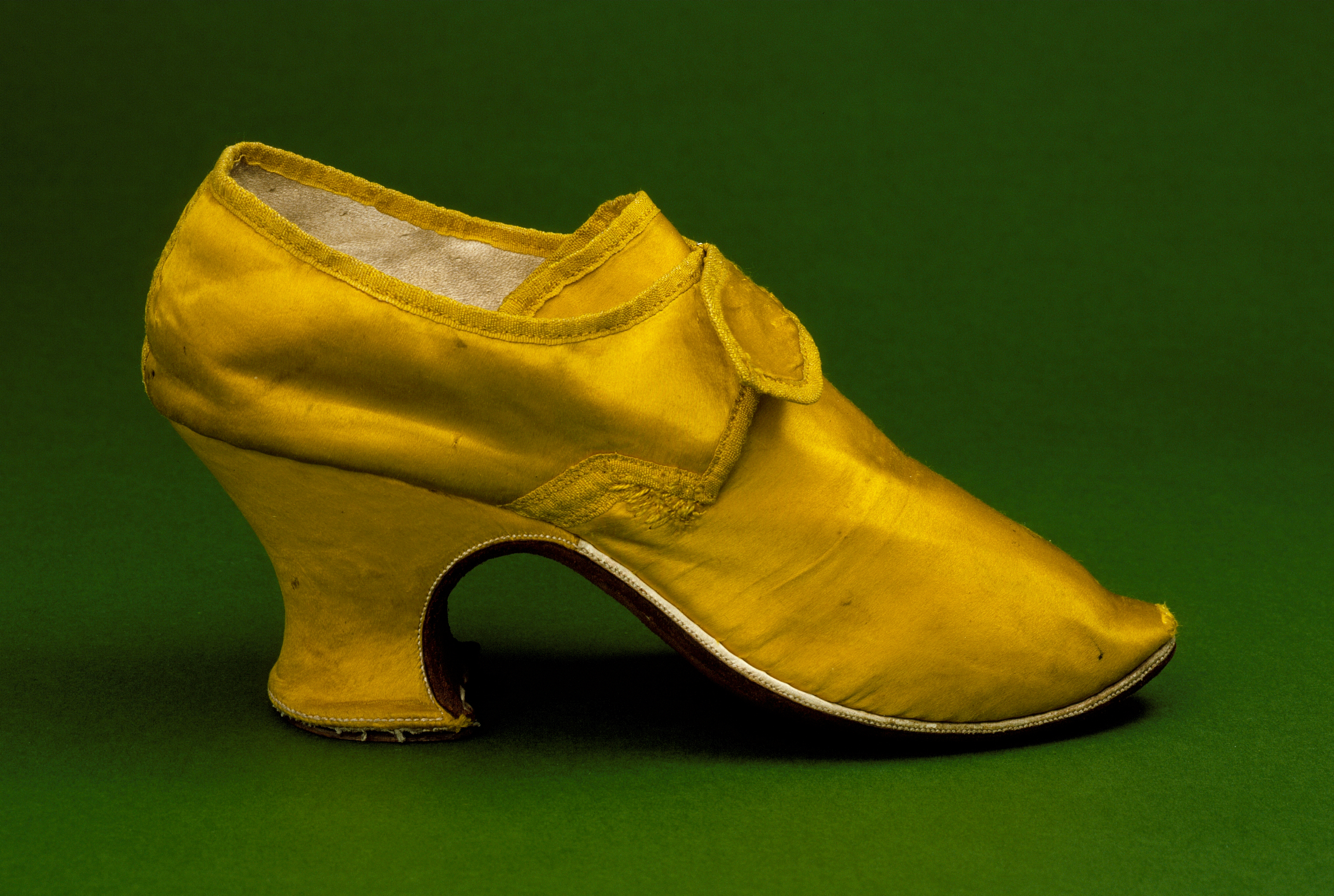
Chaussure de femme avec un « Talon Louis XV », 1760–1765. Musée d'art du comté de Los Angeles, M.81.71.2a-b.

Élément fort dans l'histoire de la mode, les talons existent depuis des siècles et bien qu'à l'origine ils étaient mixtes (portés par les hommes et les femmes), ce sont aujourd'hui majoritairement des attributs de la féminité. Personne ne sait exactement à quelle époque les talons ont été inventés, cependant ceux-ci ont été portés par des hommes et femmes pour des raisons diverses dans différentes cultures. Bien que les chaussures à talons hauts soient représentées sur les murs antiques des temples et sur les tombes égyptiennes, elles auraient tout d'abord été portées durant la Grèce antique.
Durant le Moyen Âge, les hommes et les femmes portent des sabots ou des soles en bois, précurseurs des talons hauts. Au XVe siècle font leur apparition les chopines. Créées en Turquie, elles sont exclusivement réservées aux femmes.
Il est traditionnellement raconté qu'en 1533 lorsque Catherine de Médicis épouse Henri II de France, elle portait des talons fabriqués sur mesure par des cordonniers à Florence (Italie) pour son mariage, apportant cette mode à la Cour de France où les hommes se remettent à porter des talons comme les femmes. Néanmoins, cette histoire est probablement apocryphe, les premières représentations de chaussures à talons hauts en Europe ne datant que de 1580.
Mary Tudor était la toute première reine à vouloir porter des talons fabriqués aussi hauts que possible. Depuis cette période au XIXe siècle, les talons hauts étaient fréquemment portés aussi bien par les femmes que par les hommes. Autour des années 1660, un cordonnier du nom de Nicholas Lestage fabrique des chaussures à talons pour Louis XIV. Durant son règne (1643-1715), tous les hommes et femmes de haut rang doivent porter des talons pour plaire au Roi. Certains talons mesuraient plus de 10 cm et d'autres étaient décorés de bijoux.
Au XVIIIe siècle, les talons bas sont toujours fabriqués alors que survient la Révolution française. Pour la Révolution, ces talons sont associés à la richesse et à la noblesse, les deux sexes portant alors sandales et chaussures. Les talons ont été bannis du marché jusqu'à un retour massif à la fin du XIXe siècle où ils sont alors surtout réservés aux femmes. Ils sont parfois adoptés par les hommes depuis les années 2000.

## Parties du talon

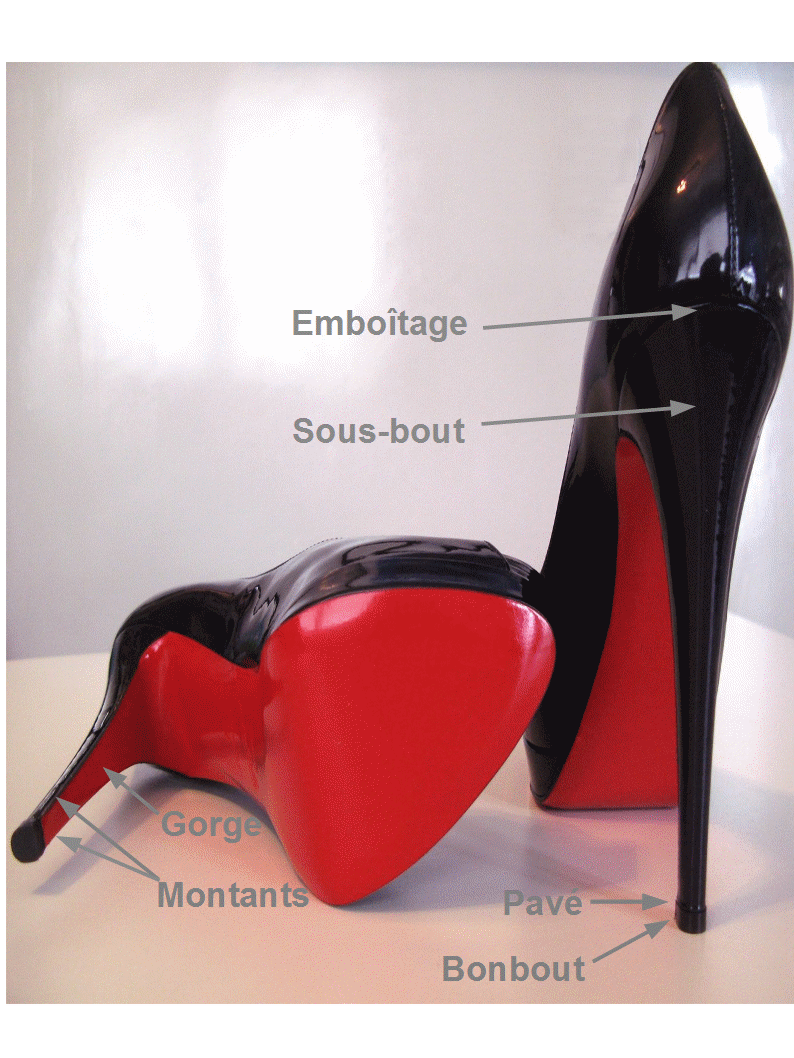
Parties d'un talon aiguille.

Le talon se compose de deux parties principales : le bonbout qui désigne traditionnellement la talonnette noire en caoutchouc biseautée que l'on retrouve au bout du talon ; le sous-bout qui constitue le cœur même du talon, traditionnellement à travers ses différents morceaux de cuirs superposés les uns sur les autres.
Au niveau terminologique, l'emboîtage désigne la partie du dessus du talon, en forme de cuvette et dans laquelle s'emboîte l'arrière de la chaussure. Le pavé est la face du talon orientée vers le sol et en contact avec le bonbout. La gorge du talon désigne sa face, rectiligne ou plus ou moins concave, qui est tournée vers l'avant-pied de la chaussure.

## Types de talons
Les talons sont la résultante de multiples paramètres géométriques, esthétiques et d'assiette. Trois notions se recoupent : la hauteur, l'abattage (inclinaison vers l'avant du talon) et l'assise. 
Il existe différentes terminologies pour désigner les talons.

Selon la hauteur talonnière, on distingue : le talon trotteur (hauteur inférieure à 3 cm), le talon bottier bas (hauteur de 4 cm), le talon bottier haut (hauteur de 5 cm), le talon bottier « Céline » (hauteur de 6 cm), le talon haut (supérieur à 6 cm).

Selon la forme : talon aiguille (talon haut, effilé vers le bas, terminé par un bonbout de surface très réduite) ; talon quille ou cubain (talon haut, enveloppé ou en cuir, abattu et dont le profil est rectiligne sur le pourtour) ; talon droit (talon cubain non abattu dont le pourtour est rectiligne), talon bobine (talon haut, creusé sur tout son pourtour à mi-hauteur et évasé vers le bas), talon compensé (talon large qui se prolonge sous la cambrure pour se raccorder sans interruption à l’appui de la semelle), talon semi-compensé (talon qui se prolonge sous la cambrure et se raccorde avec l'appui de la semelle en marquant une faible solution de continuité).

Selon le type de fabrication : talon Louis XIV (talon haut, très abattu, de profil concave, dont la gorge est recouverte par un prolongement de la semelle, obtenu par refente, appelée « queue de semelle ») ; talon bottier (talon haut, en cuir ou dont le revêtement offre l'aspect de tranches de cuir superposées) ; talon enrobé (talon recouvert d’une « enveloppe talon » fixée sur le talon par collage ou autre procédé).
Un abattage supérieur à 2 cm, un pavé (face du talon tournée vers le sol) de largeur inférieure à 2 cm et une surface d'assise inférieure à 4 cm2 entraînent une instabilité. 

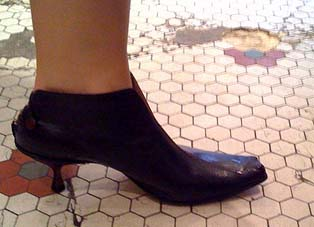
Bottine à talonnette.
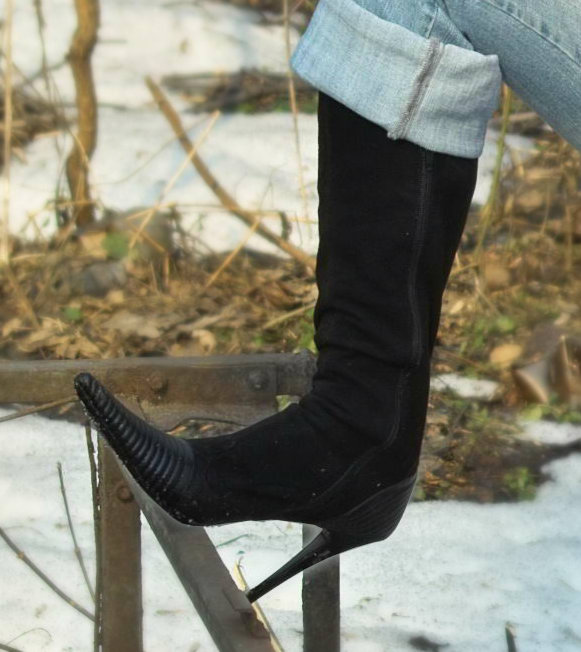
Botte à talon aiguille.
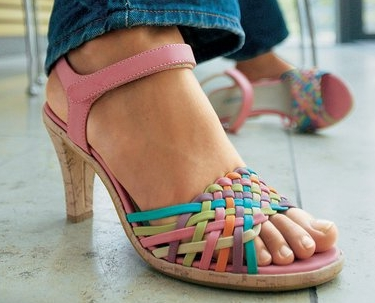
Sandalette à talon haut.
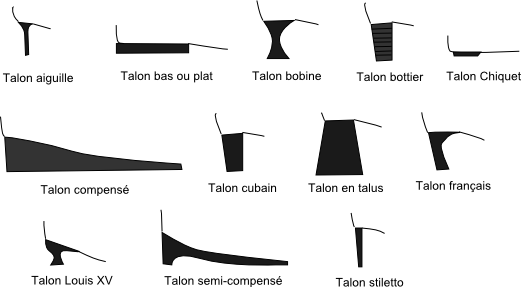
Différents types de talons. (Cliquer dessus pour agrandir).

- Talon abattu : talon évasé vers le haut, créant un profil en surplomb ;
- kitten heel : petits talons aiguille d'une hauteur comprise entre 3,5 et 5 centimètres ;
- Talon aiguille : talon haut, de plus de 7 cm, et très effilé vers le bas. Il peut atteindre des hauteurs de 15 cm ;
- Talon anglais : talon plat, collant, non abattu à l'arrière et légèrement en talus du côté extérieur ;
- Talon baraquette : talon plat et débordant, vertical ou légèrement en talus, à gorge rectiligne ;
- Talon bas ou talon plat : talon de faible hauteur dont les faces supérieures et inférieures sont parallèles ;
- Talon bobine : talon haut creusé sur son pourtour et évasé vers le bas ;
- Talon bottier ou talon rainuré : talon haut et large fait de lamelles de cuir superposées ou donnant cet aspect ;
- Talon chiquet : talon très plat constitué d’une unique lamelle de cuir. Ce type de talon se trouve souvent sur des ballerines par exemple ;
- Talon collant : talon dont le pourtour est arasé au niveau de la carre de l'emboîtage ;
- Talon compensé ou semelle compensée : talon qui se prolonge sous la cambrure pour se raccorder à la semelle. Parfois appelé talon plein ou talon wedge ;
- Talon crayon ou talon stiletto : talon aiguille très haut (supérieur à 10 cm) qui reste fin jusqu'à la semelle ;
- Talon cubain ou talon quille : talon large, de hauteur moyenne, dont les profils sont rectilignes et dont l’arrière est en pente légère vers l’avant ;
- Talon débordant : talon dont le pourtour est en saillie par rapport à celui de la chaussure ;
- Talon en talus : talon évasé vers le bas et dont la surface au sol est plus grande que la surface d’emboîtage (inverse du talon abattu) ;
- Talon français : talon plat à gorge incurvée et dont l’arrière est en pente vers l’avant ;
- Talon haut ;
- Talon italien : talon haut collant et abattu sur toutes ses faces ;
- Talon Louis XV : talon haut de profil concave et au surplomb très accentué ;
- Talon recouvert : talon dont le revêtement extérieur est le même que celui de la chaussure ;
- Talon semi-compensé : talon compensé dont la surface inférieure sous la cambrure est légèrement creusée.
- Talon amovible : talon pouvant se clipser/déclipser sur la chaussure par l'intermédiaire d'un mécanisme de clipsage.

Note : une talonnette est une demi-semelle se plaçant à l'intérieur de la chaussure.

## Talons et démarche
Le port de talons par une femme a une incidence sur sa démarche et sa posture. Elle raccourcit la longueur de sa foulée, augmente la bascule de son bassin et la rotation de sa hanche, ce qui est un des éléments qui favorise un jugement positif sur son attractivité selon une étude britannique de psychologie.

## Japon: Un combat contre les talons hauts obligatoires
Le mouvement KuToo se répand sur les réseaux sociaux au Japon. Ce hashtag tiré de la combinaison de Chaussure et Douleur est né d'un mécontentement salarial pour le port obligatoire de talons hauts dans les entreprises japonaises. Le ministère du travail a néanmoins refusé, malgré la pétition reçue, d'interdire cette pratique et de l'assimiler à une discrimination. Au-delà de l'environnement professionnel, les bars confèrent également des réductions en fonction de la hauteur des talons portés. 
Le Japon n'est pas le premier pays à se battre pour un tel changement. En 2016, une pétition contre les hauts talons au travail a été signée par plus de 150 000 personnes au Royaume-Uni en soutien à la réceptionniste de PwC Nicola Thorp, refusant le port de talon.